# Ergo Hestia

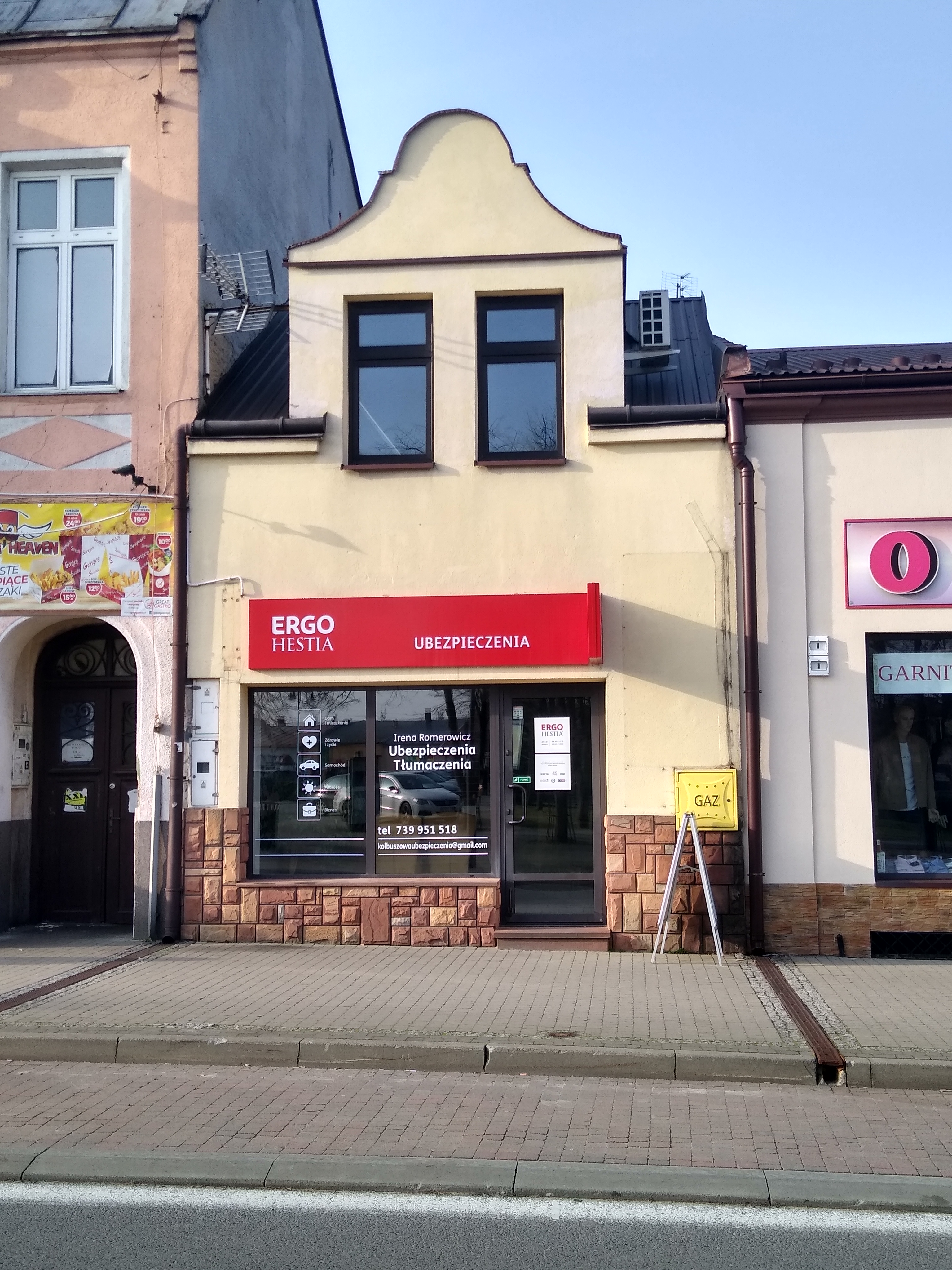
Biuro agenta Ergo Hestia w Kolbuszowej

Sopockie Towarzystwo Ubezpieczeń ERGO Hestia Spółka Akcyjna – polskie towarzystwo ubezpieczeń z siedzibą w Sopocie, istniejące od 1991 r. Razem z Sopockim Towarzystwem Ubezpieczeń na Życie ERGO Hestia SA tworzą Grupę ERGO Hestia.

## Opis działalności
Spółki Grupy oferują ubezpieczenia dla klientów indywidualnych w zakresie ochrony majątku i życia, a także dla przemysłu oraz małego i średniego biznesu. Posiada ogólnopolską sieć przedstawicielstw i oddziałów terenowych. Spółka oferująca ubezpieczenia majątkowe, Sopockie Towarzystwo Ubezpieczeń ERGO Hestia SA jest drugim w Polsce ubezpieczycielem pod względem wysokości zebranej składki ubezpieczeniowej brutto. Ubezpieczenia majątkowe oferowane są pod 4 markami: ERGO Hestia, MTU, mtu24.pl oraz You Can Drive.
W pierwszych latach działalności Hestia koncentrowała się na rozwoju w sektorze wielkoprzemysłowym. Wprowadziła między innymi innowacyjne rozwiązania ubezpieczeniowe dla górnictwa. Hestia uczestniczyła w wypłacie najwyższych w dziejach polskich ubezpieczeń odszkodowań dla przemysłu – na rzecz Zakładu Elektrod Węglowych w Raciborzu (1997) oraz Elektrowni Turów (1999).
Opracowany przez firmę system likwidacji szkód został nagrodzony godłem promocyjnym „Teraz Polska”. Grupa otrzymała również inne wyróżnienia, w tym Nagrodę Gospodarczą Prezydenta RP ERGO Hestia prowadzi projekty w zakresie wspierania młodzieży uzdolnionej artystycznie i sportowo. Działa także na polu aktywizacji zawodowej osób niepełnosprawnych. Realizuje te działania przez powołane do tych celów fundacje: Fundację Artystyczna Podróż Hestii, Fundację ERGO Hestii na rzecz aktywizacji osób niepełnosprawnych Integralia.
Co roku Grupa zapewnia ochronę ponad 3 milionom klientów indywidualnych oraz kilkuset tysiącom firm i przedsiębiorstw. W 2018 towarzystwo zlikwidowało 700 tysięcy szkód swoich klientów. Głównym akcjonariuszem Spółek Grupy ERGO Hestia jest koncern ubezpieczeniowy ERGO Group AG, należący do największego reasekuratora, Munich Re.
STU ERGO Hestia SA osiągnęło pozycję największej firmy ubezpieczeniowej spośród powstałych w warunkach gospodarki wolnorynkowej w Polsce. 
Prezesem Grupy ERGO Hestia jest Artur Borowiński.

## Historia
- 30 stycznia 1991 – otrzymanie licencji Ministerstwa Finansów.
- 1 lipca 1991 – wystawienie pierwszej polisy ubezpieczeniowej.
- 1994 – początek przejmowania Hestii przez kapitał zagraniczny, m.in. Alte Leipziger.
- 1997 – utworzenie spółki Sopockie Towarzystwo Ubezpieczeń na Życie Alte Leipziger Hestia SA.
- 1998 – powołanie spółki Hestii Kontakt, związane z otwarciem się Hestii na rynek ubezpieczeń dla klientów indywidualnych.
- 1999 – utworzenie spółki Hestia Loss Control, specjalizującej się w zarządzaniu ryzykiem.
- 2000 – Hestia stała się członkiem grupy ERGO – jednego z największych konsorcjów finansowych w Europie, którego akcjonariuszem jest Munich Re, największy reasekurator na świecie. Zmieniły się wówczas nazwy dwóch kluczowych spółek Grupy – na Sopockie Towarzystwo Ubezpieczeń Ergo Hestia SA oraz Sopockie Towarzystwo Ubezpieczeń na Życie Ergo Hestia SA.
- 2000 – pakiet ubezpieczeń Hestia 7 został nagrodzony godłem promocyjnym „Teraz Polska”, zaś prezes Zarządu, Piotr Maria Śliwicki, otrzymał tytuł Człowieka Dziesięciolecia Polskich Ubezpieczeń.
- 2002 – powstanie spółki MTU Moje Towarzystwo Ubezpieczeń SA, które zostało utworzone z myślą o dotarciu do mieszkańców małych miast i wsi.
- 2002 – otrzymanie Nagrody Gospodarczej Prezydenta RP.
- 2002 – pierwsza edycja konkursu Artystyczna Podróż Hestii[12].
- 2005 – ponowne nagrodzenie godłem „Teraz Polska” za kilkuletni proces centralizacji procesu likwidacji szkód i budowy unikatowego modelu obsługi klientów.
- 2009 – utworzenie Centrum Pomocy Osobom Poszkodowanym.
- 2009 – wprowadzenie systemu sprzedaży ubezpieczeń online iPegaz.
- 2011 – otrzymanie godła „Jakość Obsługi 2011”[13].
- 2011 – powstanie marki ubezpieczeniowej skierowanej do młodych kierowców You Can Drive.
- 2013 – wprowadzenie możliwości dopasowywania przez Klientów swojej ochrony w ramach pakietu ubezpieczeń ERGO 7.
- 2015 – powołanie Rzecznika Klienta.
- 2016 – odebranie nagrody specjalnej 25-lecia, przyznanej za kreowanie rozwoju sektora ubezpieczeniowego.
- 2016 – wprowadzenie rozwiązania online Nowy Świat Ubezpieczeń w ramach iHestii.
- 2016 – nawiązanie partnerstwa z Bankiem Millenium w oferowaniu ubezpieczeń komunikacyjnych OC/AC przez aplikację mobilną.
- 2017 – uruchomienie marki ubezpieczeniowej YU !, wspólnego projektu ERGO Hestii i twórców aplikacji Yanosik, oferującej polisę OC z ceną uzależnioną od stylu i bezpieczeństwa jazdy
- 2018 – rozpoczęcie działalności Hestia Corporate Solutions (HCS) jako odpowiedzi na oczekiwania przedsiębiorców szukających ochrony przed ryzykami nowej, cyfrowej gospodarki. To platforma usług, produktów i narzędzi mająca na celu ograniczenie ryzyka do minimum i zachowanie ciągłości działania.
- 2018 – wdrożenie systemu Jupiter stworzonego z myślą o multiagencyjnym modelu pracy: szybkiej sprzedaży prostych produktów ubezpieczeniowych.
- 2019 – debiut systemu sprzedażowego ubezpieczeń grupowych – Syriusz, który przetarł drogę do zatarcia granic pomiędzy ubezpieczeniami majątku i życia.
- 2019 – uruchomienie iHestii Życie oraz pakietu ubezpieczeń na życie ERGO 4 pozwalających na oferowanie klientom ubezpieczeń na życie o charakterze ochronnym, opartych na modelu biometrycznym
- 2021 – pierwsza edycja konkursu Literacka Podróż Hestii.
- 2022 – zakończenie konkursu Artystyczna Podróż Hestii[14]
- 2022 – rozpoczęcie konkursu Baltic Horizons[15]
- 2023 – zmiana na stanowisku Prezesa Zarządu – Piotra M. Śliwickiego zastępuje Artur Borowiński[16]

## Spółki grupy
Grupę ERGO Hestia współtworzą dwa towarzystwa ubezpieczeń:
- Sopockie Towarzystwo Ubezpieczeń Ergo Hestia SA,
- Sopockie Towarzystwo Ubezpieczeń na Życie Ergo Hestia SA.

Do Grupy należą ponadto spółki wspierające działalność towarzystw ubezpieczeń:
- Hestia Loss Control Sp. z o.o.,
- Sopockie Towarzystwo Doradcze Sp. z o.o.
- Fundacja Integralia – Fundacja Grupy ERGO Hestia na rzecz integracji zawodowej osób niepełnosprawnych „Integralia”.
- Fundacja Artystyczna Podróż Hestii – powołana, by wspierać rozwój młodych polskich artystów i promować ich dokonania.

## Sponsoring
ERGO Hestia od 2002 jest sponsorem tytularnym Sopockiego Klubu Żeglarskiego Ergo Hestia Sopot, od 2010 hali widowiskowo-sportowej na granicy Gdańska i Sopotu Ergo Arena.

## Rzeźba „Echo”

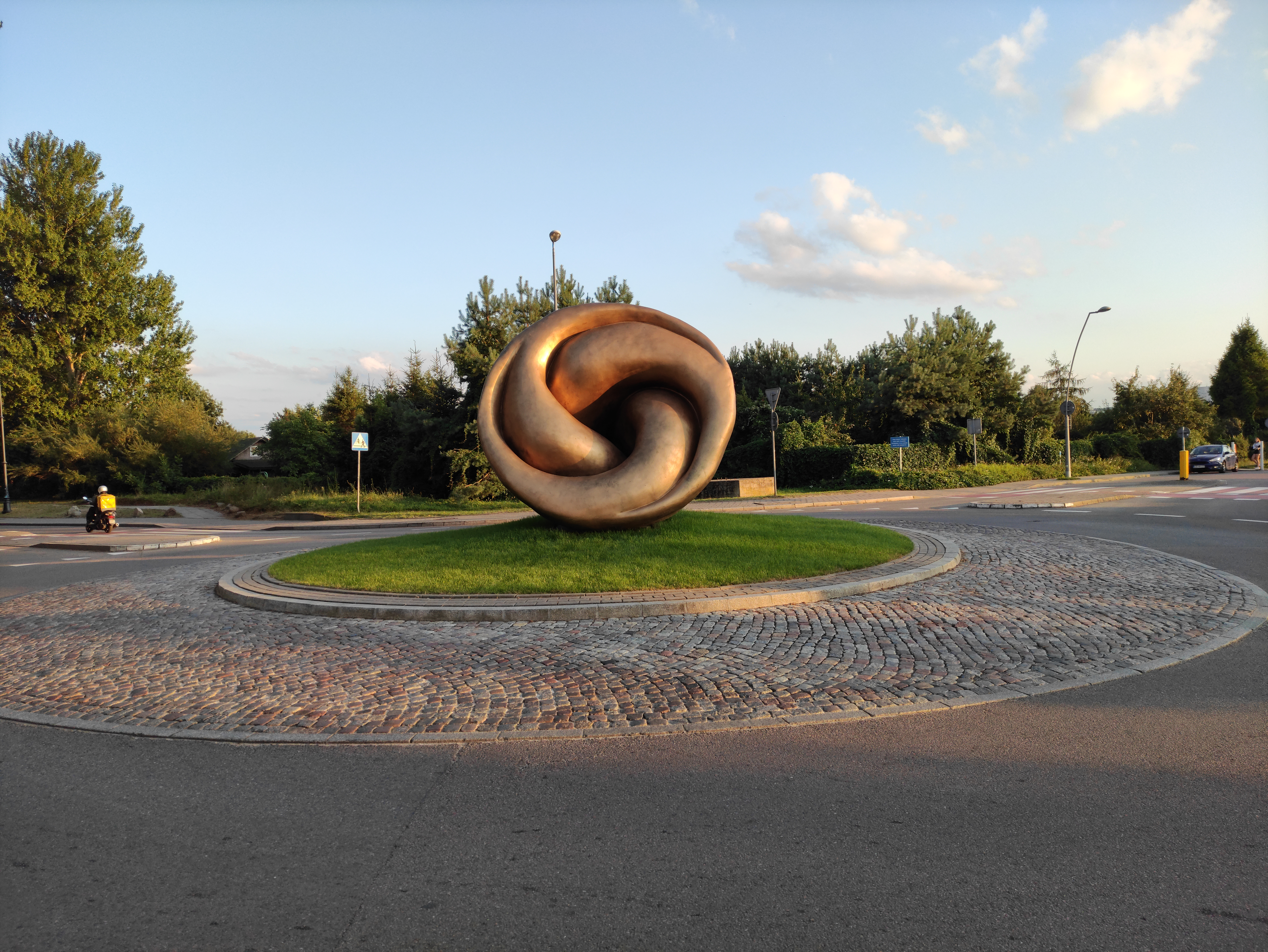
Rzeźba Echo

W lipcu 2021 obok siedziby firmy stanęła rzeźba Echo Xawerego Wolskiego. Blisko 4-metrowa rzeźba została odlana z brązu. Praca znajduje się na rondzie, które łączy ulice Bitwy pod Płowcami oraz Hestii. Odsłonięcie rzeźby było jednym z elementów obchodów 30-lecia firmy.